# Osman Olcay
Osman Esim Olcay (* 17. Januar 1924 in Istanbul; † 12. September 2010 in Ankara) war ein türkischer Diplomat und Außenminister.
Olcay absolvierte das Saint Joseph Fransız Lisesi und die Fakultät für Politikwissenschaft an der Universität Ankara. Danach arbeitete er im türkischen Außenministerium als Sekretär und Konsul. Später übernahm Olcay Aufgaben im türkischen Kontingent der NATO.
Er war Botschafter in Helsinki und Neu-Delhi. 1968 wurde er zum I. Stellvertreter des NATO-Generalsekretärs ernannt. Olcay war von März 1971 bis Dezember 1971 Außenminister im ersten Kabinett von Ministerpräsident Nihat Erim. Er war auch Oberdelegierter der Türkei in der UNO. Zwischen 1978 und 1988 war er der Ständige Vertreter der Türkei bei der NATO.
1989 ging Olcay in den Ruhestand.